# Stefan Drljača
Stefan Drljača (serbisch-kyrillisch Стефан Дрљача; * 20. April 1999 in Homburg) ist ein deutsch-serbischer Fußballtorwart, der seit Sommer 2024 beim VfB Stuttgart unter Vertrag steht.

## Karriere
Drljačas Vater Nenad (* 1967) ist Trainer und war selbst Spieler, u. a. beim FC 08 Homburg und dem 1. FC Saarbrücken in der damals noch drittklassigen Regionalliga. In seiner Geburtsstadt Homburg war der junge Drljača für den FC 08 Homburg aktiv, ebenso wie für einen weiteren saarländischen Klub, die SV Elversberg. In seinem letzten Jahr in der B-Jugend spielte der Torhüter mit Elversberg als Aufsteiger in der Juniorenbundesliga, gewann mit der Mannschaft von 25 Ligaspielen aber nur drei. Drljača kassierte im Schnitt drei Gegentore pro Partie und musste am Saisonende mit seinen Teamkameraden wieder aus der Bundesliga absteigen.
Im Sommer 2016 erfolgte der Sprung in die U19, jedoch nicht in Elversberg, sondern bei der TSG 1899 Hoffenheim. Zuvor hatte Drljača bei einem Probetraining bei Eintracht Frankfurt nicht überzeugen können. In Hoffenheim rückte er ab dem 11. Spieltag für den Rest der Spielzeit für Isa Doğan bzw. Paul Kruse ins Tor und wurde mit dem Vorjahresstaffelsieger Tabellenvierter. Parallel dazu erfolgten regelmäßige Trainingseinheiten mit der zweiten Herrenmannschaft, die in der Regionalliga Südwest antrat. In der Saison 2017/18 wurde Drljača anstelle von Doğan neuer Stammkeeper der Hoffenheimer A-Jugend. Das Team verlor mit ihm, der seine Gegentorquote auf unter 1 verbessern konnte, nur drei Spiele und wurde punktgleich mit dem FC Bayern München Staffelsieger. Während man in der anschließenden Meisterschaftsendrunde dem FC Schalke 04 unterlag, verlor man im Juniorenpokal im Halbfinale gegen Kaiserslautern.
Gemeinsam mit Mitspielern wie Doğan, Christoph Baumgartner, Alfons Amade oder Moody Chana rückte der Saarländer im Sommer 2018 in die Regionalligamannschaft der TSG auf, welche wiederum beispielsweise der vormalige Torwart Dominik Draband verlassen hatte. Im Wechsel mit Alexander Stolz sowie dem zwei Jahre älteren Gregor Kobel absolvierte Drljača 16 Saisonspiele, in denen er durchschnittlich zwei Gegentore pro Partie hinnehmen musste. Ab dem 23. Spieltag wurde er für keine Partie mehr berücksichtigt und ohne ihn verlor die Mannschaft im Saisonendspurt mehrere Spiele in Folge, beispielsweise die letzten vier. Nach Kobels Wechsel zum VfB Stuttgart erkämpfte sich Drljača den Status der neuen Nummer 1 zwischen den Pfosten, jedoch wurde ab März 2020 der Spielbetrieb ab der Regionalliga abwärts in Folge der COVID-19-Pandemie vorzeitig abgebrochen.
Als für Amateurmannschaften wieder der Ligabetrieb möglich war, ging der Torhüter zu Borussia Dortmund, wo er hinter dem zwei Jahre jüngeren Luca Unbehaun die Nummer 2 bei der U23 und vierter Torwart im Bundesligateam wurde. Im Vorfeld hatte er sich Philipp Pentke im Rennen um den Platz hinter Oliver Baumann in der ersten Mannschaft der TSG geschlagen geben müssen. Sowohl im Herbst wie auch im Winter vertrat Drljača seinen Teamkollegen Unbehaun in mehreren Spielen in der Regionalliga West und mit nur einer Niederlage konnten beide die Meisterschaft sowie den Aufstieg in die 3. Liga erreichen. In dieser kam der Saarländer aufgrund einer Länderspielabstellung Unbehauns am 7. Spieltag beim 1:0 gegen Mitaufsteiger Havelse zu seinem Debüt. Bereits mehrere Wochen zuvor hatte der BVB darüber hinaus für seine erste Mannschaft Drljačas alten Teamkollegen Kobel verpflichtet. Drljača besetzte den Platz zwischen den Pfosten sowohl am 8. und 9. Spieltag wie auch längerfristig ab dem 14. Spieltag, jeweils aufgrund von Verletzungen Unbehauns. Gemeinsam mit seinen Mannschaftskollegen beendete er die Hinrunde in der oberen Tabellenhälfte und kassierte im Schnitt ein Gegentor pro Spiel. In der Rückrunde folgten weitere Einsätze, jedoch blieb Unbehaun Trainer Enrico Maaßens erste Wahl, wobei keiner der beiden im Bundesligateam zum Zuge kam. Dortmund II konnte mit seinen Keepern einen Platz unter den besten zehn Mannschaften festigen und somit die Klasse halten. 
Zur Saison 2022/23 wechselte Drljača innerhalb der 3. Liga zu Dynamo Dresden, das zu Beginn der Vorbereitung nur einen Torwart unter Vertrag hatte. Er unterschrieb beim Zweitligaabsteiger, nachdem mit dem 31-jährigen Alexander Meyer und dem 21-jährigen Marcel Lotka zwei neue Keeper für die scheidenden Roman Bürki und Marwin Hitz zum BVB gewechselt waren, einen bis zum 30. Juni 2024 gültigen Vertrag. In der Vorbereitung setzte sich Drljača gegen den erfahreneren Sven Müller sowie den aus Karlsruhe geholten, ein Jahr jüngeren Niklas Heeger durch und war seitdem die „Nummer 1“. Mit den Dresdnern blieb Drljača, der zum Ende der Hinrunde hin für vier Spiele durch Müller ersetzt wurde, phasenweise 11 Partien in Folge ohne Niederlage. Trotz allem gelang Spieler und Verein nicht der angestrebte Wiederaufstieg in die 2. Bundesliga. In der Folgesaison waren Dresden und Drljača lange Erster, woran der Keeper mit nur 11 Gegentoren an den ersten 15 Spieltagen einen entscheidenden Anteil hatte. Nach der ersten von drei 0:1-Niederlagen hintereinander rutschte Dynamo am allerdings auf Platz 2 ab. Am 20. Spieltag zog sich Drljača beim Stand von 1:0 in der Partie gegen Arminia Bielefeld einen Muskelbündelriss zu, als er einen Freistoß ausführte, woraufhin die Saison für ihn beendet war. In seiner Abwesenheit gelang Dynamo Dresden der Zweitligaaufstieg erneut nicht. 
Im Sommer 2024 wechselte der Torwart zum VfB Stuttgart, wo er das Torwartteam um Alexander Nübel und dessen Vertreter Fabian Bredlow verstärkte. Während Nübel bis zur Winterpause 23 Spiele absolvierte, stand Bredlow zweimal im Pokal im Tor. Drljača blieben hingegen nur zwei Spiele in der 3. Liga anstelle von Dennis Seimen.

## Titel
- Meister der Regionalliga West und Aufstieg in die 3. Liga: 2021 (Borussia Dortmund II)